# Bagiennikowate

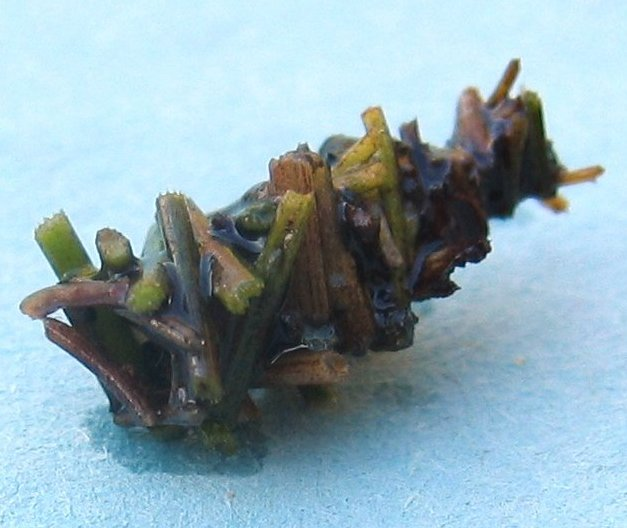
Domek chruścika z rodziny Limnephilidae

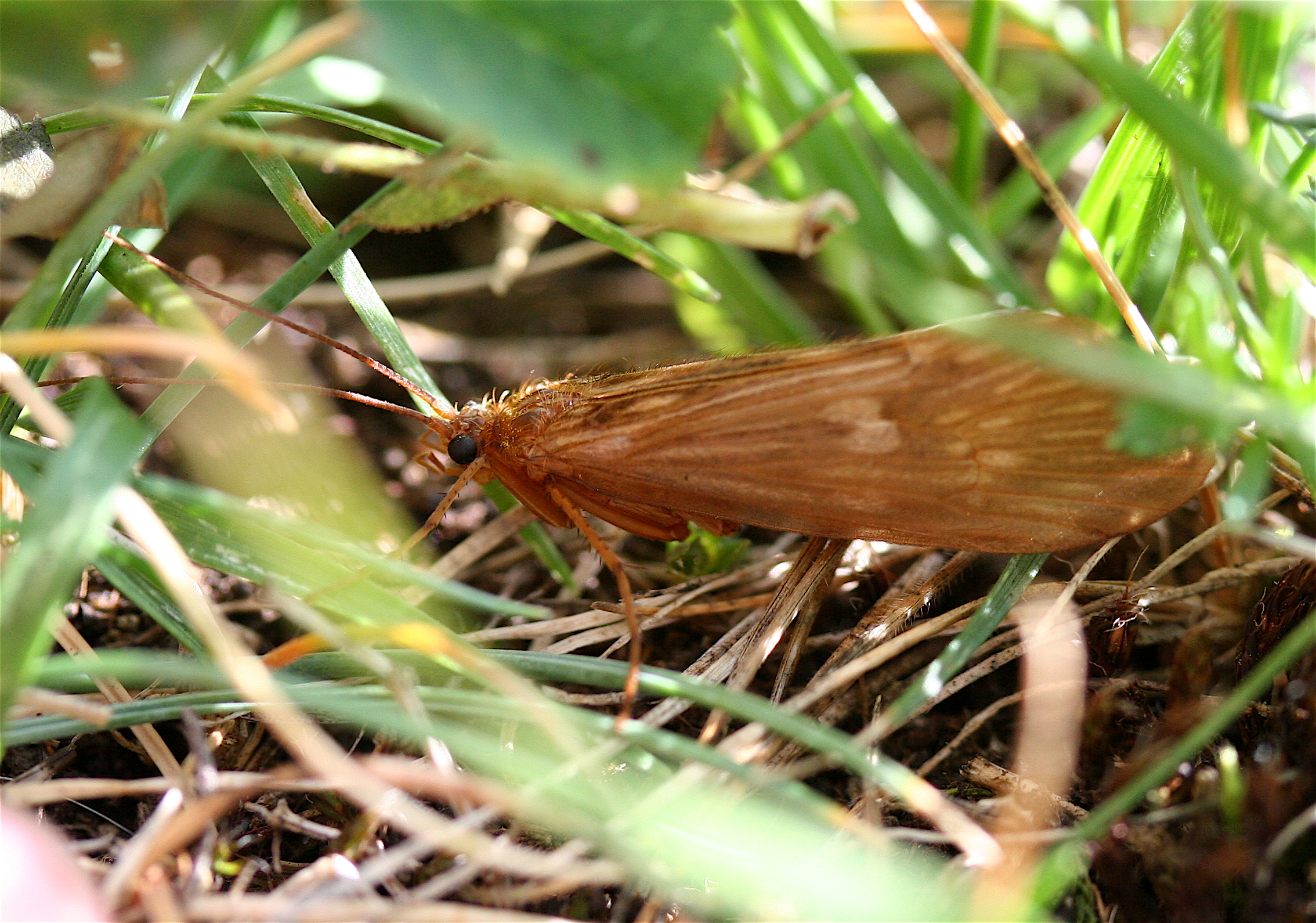
Imago z rodziny Limnephilidae

Limnephilidae (pol. bagiennikowate) – rodzina owadów wodnych z rzędu chruścików (Insecta: Trichoptera). Jest to najliczniejsza w gatunki (do tej pory wykazano z Polski 99 gatunków z 31 rodzajów) i najpowszechniejsza w kraju rodzina chruścików. Larwy Limnephilidae budują przenośne domki różnego kształtu i wykonane z różnorodnego materiału: piasku, kamyczków, części roślinnych, detrytusu a także wytworów człowieka (styropian, papier, plastik). Trafiają się także domki zbudowane z muszli wodnych mięczaków – np. u Limnephilus flavicornis. Kształt domku i użyty materiał charakterystyczny jest dla konkretnych gatunków. Niektóre gatunki budują domki w przekroju okrągłe (np. Limnephilus griseus, L. extricatus, Potamophylax sp.), inne trójkątne (np. Anabolia brevipennis, Limnephilus nigriceps). Nie spotyka się jednak domków czworościennych, tak jak w rodzinie Brachycentridae czy Lepidostomatidae.

## Rozmieszczenie siedliskowe
Limnephilidae zasiedlają wszystkie typy wód śródlądowych. Larwy z tej rodziny spotyka się w źródłach (np. Parachiona picicornis, Potamophylax nigricornis), strumieniach (strefa rhitralu, rodzaje: Chaetopteryx, Micropterna), w rzekach (strefa potamalu, rodzaje Halesus, Potamophylax, Allogamus), w jeziorach (np. Anabolia laevis, Limnephilus politus), w drobnych zbiornikach okresowych (Grammotaulius nitidus, Limnephilus stigma, L. griseus, L. vittatus), w wodach słonawych (Limnephilus affinis) oraz torfowiskach (Limnephilus dispar). Larwy Enoicyla pusilla żyją w ściółce leśnej. Większość gatunków jest detrytusożerna, cykl życiowy wielu gatunków dostosowany jest do konsumpcji opadających jesienią liści (rozwój larw najintensywniejszy jest jesienią i zimą). Wiele gatunków z tej rodziny żyje wyłącznie w górach. Imagines niektórych gatunków można spotkać późną jesienią i zimą. Na przykład Chaetopteryx villosa kopuluje na śniegu.

## Systematyka
Rodzaje występujące w Polsce (w przypadku rodzajów z jednym gatunkiem, wyszczególniono nazwę gatunkową):
- Ironoquia dubia
- Apatania
- Ecclisopteryx
- Metanoea flavipennis
- Drusus
- Anabolia
- Grammotaulius
- Glyphotaelius pellucidus
- Nemotaulius punctatolineatus
- Lenarchus bicornis
- Rhadicoleptus alpestris
- Limnephilus
- Annitella
- Chaetopterygopsis maclachlani
- Psilopteryx psorosa
- Pseudopsilopteryx zimmeri
- Chaetopteryx
- Mesophylax impunctatus
- Micropterna
- Stenophylax
- Melampophylax
- Potamophylax
- Halesus
- Allogamus
- Isogamus aequalis
- Parachiona picicornis
- Enoicyla pusilla
- Acrophylax
- Hydatophylax infumatus
- Chilostigma sieboldi